# Ewan McGregor
Ewan McGregor (Crieff, 31. ožujka 1971.), škotski je filmski glumac, podjednako uspješan u blockbusterima kao i u manjim, indie filmovima.

## Životopis
Ewan McGregor je počeo glumiti u filmovima 1993. Postao je poznat van svoje domovine Škotske godine 1996. ulogom Marka Rentona, ovisnika o heroinu u filmu Dannyja Boylea Trainspotting. Film, snimljen po romanu Irvinea Welsha, bio je veliki svjetski hit i mladom McGregoru otvorio vrata hollywoodske A-produkcije.
Slijedile su brojne uloge u američkim filmovima, od kojih je svakako najpoznatija ona Obi Wan Kenobija u početnoj trilogiji Zvjezdanih ratova. Za tu je ulogu McGregor dobio nepodijeljeno priznanje publike i kritike, kao i za onu mladog pjesnika Christiana u musicalu Moulin Rouge!. 
Danas je McGregor jedan od najpopularnijih i najbolje plaćenih hollywoodskih glumaca.

## Vanjske poveznice
- Ewan McGregor u internetskoj bazi filmova IMDb-u (engl.)